# Annelies Törös
Annelies Törös (* 6. březen 1995 Antverpy) je belgická modelka maďarského původu. V roce 2015 byla zvolena Miss Belgie. Zúčastnila se také soutěže Miss Universe, kde se dostala mezi patnáct nejlepších. Je vysoká 177 cm, má hnědé vlasy a oči.